# Xã Red Colony, Quận Sevier, Arkansas
Xã Red Colony (tiếng Anh: Red Colony Township) là một xã thuộc quận Sevier, tiểu bang Arkansas, Hoa Kỳ. Năm 2010, dân số của xã này là 1.404 người.